# Antonio Brizioli
Antonio Brizioli (Massa Martana, 14 febbraio 1924 – 7 maggio 2011) è stato un politico italiano.

## Biografia
Avvocato penalista del foro di Perugia, viene eletto deputato nelle file del PSI nel 1968, rimanendo in carica fino al termine della legislatura nel 1972.
Nel 1989 entra nel consiglio nazionale dell'ACRI.
Muore nel maggio 2011 all'età di 87 anni.